# بيل جورمان
بيل جورمان (بالإنجليزية: Bill Gorman)‏ (13 يوليو 1911 في جمهورية أيرلندا - 1 ديسمبر 1978 في المملكة المتحدة) هو مدرب كرة قدم ولاعب كرة قدم أيرلندي في مركز الدفاع. شارك مع منتخب أيرلندا لكرة القدم ومنتخب جمهورية أيرلندا لكرة القدم. أما مع النوادي، فقد لعب مع بولتون واندررز ومانشستر يونايتد ونادي برينتفورد ونادي بوري ونادي ليفربول وDeal Town F.C. ‏ وGlasgow United F.C. ‏.

## وصلات خارجية
- بيل جورمان على موقع قاعدة بيانات كرة القدم.إي يو (الإنجليزية)
- بيل جورمان على موقع ناشيونال فوتبول تيمز (الإنجليزية)